# أحياء أم درمان

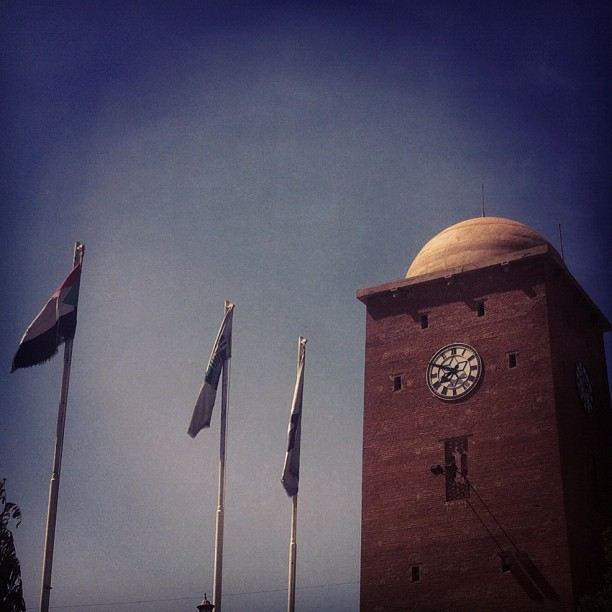
محلية أم درمان

مدينة أم درمان هي ثاني أكبر مدينة في السودان، وتشكّل الجزء الكبير من ولاية الخرطوم عاصمة البلاد تقع على طول الضفة الغربية لكل من نهر النيل والنيل الأبيض قبالة مدينة الخرطوم ومدينة الخرطوم بحري، ويبلغ عدد سكانها حوالي مليون نسمة. (يوليو 2001 م). وبها أهم المراكز التجارية. وتشكل مع كل من الخرطوم والخرطوم بحري تكتلاً حضرياً يبلغ إجمالي عدد سكانه 7.830.479 نسمة (2006). وتبلغ مساحتها حوالي 4948 كم مربع. تكتب أحيانًا: أم درمان. ويطلق عليها أيضاً اسم «أم در»، اختصاراً وكنية، كما تعرف بالعاصمة الثقافية.[بحاجة لمصدر]
توجد في أم درمان الإستديوهات الرئيسية لإذاعة وتلفزيون السودان الرسميين. ومبنى المجلس التشريعي السوداني ومستشفى السلاح الطبي وقاعدة ومطار وادي سيدنا العسكري ومسجد النيلين، كما يقع جنوبها مطار الخرطوم الدولي الجديد قيد الإنشاء والمسرح القومي السوداني وأكبر الأندية الرياضية نادي الهلال السوداني ونادي المريخ ونادي الموردة.

## الأحياء القديمة

### حي الأمراء
- وكان يسكن فيه قادة جيش الخليفة عبد الله التعايشي وأقربائه ويبدأ الحي من تقاطع شارع الموردة مع الركن الجنوبي الغربي لجامع (ميدان) الخليفة عبد الله ويتجه غرباً بخور العرضة وهو جغرافياً يتبع لحي العباسية شمال.

### حي الهاشماب
- ويقع غرب استاد دار الرياضة بأم درمان.

### حي الموردة
- الموردة من أحياء مدينة أم درمان وهو حي عريق وقديم وربما يكون قد نشأ قبلها.
- نجد أن الإمام محمد أحمد المهدي اتخذ من قرية أم درمان الصغيرة مقرا لحكومة المهدية في ذلك الوقت وبدأ في بناء هذه المدينة.
- كانت المراكب الشراعية تحمل الأخشاب والحطب والمواد الغذائية من الشمال والشرق والجنوب لترد أم درمان عند شاطئ النيل شمال بيت المهدي والخليفة، ولذلك أطلق على هذا المرسى المورد
- ويعد حي الموردة من أعرق أحياء مدينة أم درمان العاصمة الوطنية للسودان وهو حي يطل على النيل.
- كان في السابق يشكل هذا المرسى (المورد) معبراً ومورداً للمواد والبضائع التي تصل عن طريق النيل لأم درمان.
- الآن تحول هذا المرسى والمورد إلى متنزه جميل. وأصبح الشاطئ سوق شعبي ترد من خلاله الأسماك لأم درمان وقد اشتهر في البقعة كلها بهذا النشاط، واتخذ الحي اسمه من هذا المرسي.

- '''حي الملازمين''' وعُرف بهذا الاسم نسبة لأن سكانه كانوا من أفراد وضباط الجيش الذي لازم محمد أحمد المهدي.
- '''حي بيت المال''' عرفت بهذا الاسم لأن الخليفة عبد الله التعايشي اتخذ فيها أول دار لخزينة الدولة المهدية.
- '''حي الهجرة''' وهو الحي الذي يحد بين أبروف وود نوباوي.

### حي ود نوباوي
- (عرف بهذا الاسم نسبة إلى جندي من قبيلة النوبة و كان احد قادة جيوش المهدية ويقال أنه هو الذي قتل (الجنرال تشارلز جورج غوردون). وينقسم الحي إلى أربعة أحياء أصغر هي:

1. حي القلعة
2. حي ود نوباوي شمال
3. حي ود نوباوي وسط
4. حي ود نوباوي جنوب

ويقع في الحي مسجد السيد عبد الرحمن المهدي أحد أبناء محمد أحمد المهدي ومؤسس حزب الأمة، ومركز شؤون الأنصار (أنصار المهدي)، وجامع الشيخ قريب الله، ومركز الطريقة السمانية، ويشق ود نوباوي شارع الدومة، كما يطلق عليه رسمياً، وشارع ود البصير ويفصله عن كل من حي العمدة وحي الركابية شارع الوادي غربا، كما يفصله عن حي أب روف وحي ود البنا شرقا شارع الهجرة.
يعد حي ود نوباوي من أقدم أحياء مدينة أم درمان وواحد من أهمها حيث سكن فيها كثير من العسكريين والسياسين السودانيين البارزين من بينهم الرئيس جعفر النميري.

### حي أبروف
- حي القمار (ويقع إلى الشرق من نهر النيل وغرب كلية التربية التابعة لجامعة الخرطوم. شمال مدينة النيل، ويحده من الجنوب حي الدباغة. وسمي بالقماير نسبة إلى «القمير» وهو مكان صناعة الجير الأبيض الذي يستخدم في طلاء الجدران وقد تم تصنيفه كمنطقة أثريّة حيث تنتشر فيه صناعة الفخار.

### حي العمدة
- ويعد واحداً من أقدم أحياء أم درمان حيث كان يسكنه عمدة المدينة، وينقسم إلى أربع حارات حسب اتجاهاتها الجغرافية:

1. '''حي العمدة''' غرب، وهو أكبرها ومن أشهر سكانه العمدة ود المقبول، ومحمد أحمد وشقيقه الطاهر إبراهيم وأبنائهم، تاج السر الشيخ وأيضا عائلة الشيخ الزين محمد أحمد، والشيخ الفاتح الشيخ قريب الله، والشيخ إدريس الصادق وخليفته الشيخ صلاح، والشاعر عبد القادر كرف، وأسرة الشيخ مصطفى الرقيق والشيخ يوسف الخليفة عبد الرحمن، والشيخ مرزوق الشيخ الحسن صاحب الزاوية التيجانية وآل ياسين حمزة محمد وهو من أكبر تجار الجلود بالمنطقة.
2. الحي الثاني هو حي العمدة شرق.
3. الحي الثالث هو حي العمدة شمال
4. الحي الرابع هو حي العمدة جنوب

حي بنه العتيق 

### حي السيد المكي
- وهو من أعرق أحياء أم درمان ويحده من الشمال حي ود أورو، ومن الجنوب منطقة حي الشهداء ومن الشرق حي الركابية ومن الغرب حي بيت المال. وسمي بهذا الاسم نسبة إلى السيد المكي بن الشيخ إسماعيل الولي الكردفاني المدفون بمدينة الأبيض ومن إخوانه البكري الذي نُسبت إليه مقابر البكري القائمة بشمال مدينة أم درمان القديمة، وأحمد الأزهري وهو جد الرئيس إسماعيل الأزهري وقد لقِّب بالأزهري نسبة إلى الأزهر الشريف حيث تلقّى تعليمه هناك، وكان المكي قد شارك مع أبنائه وإخوته في حصار مدينة الأبيض وموقعة شيكان التي أعقبها سقوط مدينة الأبيض في عام 1883 م ثم سار مع الحملة حتى مشارف الخرطوم وشارك في حصارها إلى أن سقطت على أيدي ثوار المهدي في يناير / كانون الثاني من عام 1885م، وبقي مكي بهذا الحي الذي ارتبط باسمه وقام بإنشاء أول مسجد بمدينة أم درمان وهو مسجد السيد المكي، الموجود الآن في وسط الحي، وقد تم إبعاده من المدينة بناء على رغبة السلطات البريطانية الحاكمة للسودان آنذاك، حيث غادرها عام 1900 م، مع بعض أبنائه إلى مدينة الأبيض التي دُفن فيها هناك مع والده في قبة عرفت باسمه، ويقع بالحي حوش أبو قمري الذي يُعد تراثاً من آثار فترة حكم المهدية)سوق  أم درمان

### حي العرب
- من أشهر سكانه محمد صالح الشنقيطي رئيس أول جمعية تشريعية سودانية وسليمان محمد سليمان واحد من كبار تجار مدينة أم درمان وأسرة يونس عباس شرف الدين والفنان الراحل إبراهيم عوض وحسن عطية كابتن نادي الهلال الرياضي السوداني، ويوجد بها مسجد الكوارتة. وكان يوجد بها خلوة الشريف السوري شيخ الطريقة التجانية ومدرسة العناية للأستاذ جعفر السوري وعبد الله الشريف السوري، وأسرة الفنوب وأسرة قابل والثنائي الغنائي ميرغني المأمون وأحمد حسن جمعة.

- حي المظاهر وتقيم فيه عائلات التبيداب وآل مصطفى يعقوب.
- حي المسالمة سُمّي بهذا الاسم نسبة للسلام والتعايش الذي كان يسود سكانه المسلمين والمسيحيون وبعض الأسر إلى يهودية أمثال أسرة قنديل وصالح خضر الذين تحولوا إلى الإسلام وتزاوج بعض أفرادها مع أبناء الحي والأحياء المجاورة.

ومن الأسر الأخرى أسرة عوض مصطفى يعقوب ومصطفى محمد قسم الله والكتياب وأبومرين وجلال عشري، وجورج مشرقي وشيخ الهدية شيخ طريقة أنصار السنة بالسودان. وتوجد بالحي أقدم كنيسة في السودان كما يوجد به أكبر تجمع المسيحيين الأقباط، وكما توجد توجد فيه كنيسة كاثوليكية ودار لراهبات الكنيسة الذي يضم مدارس الراهبات الكاثوليكية (مدارس القسيس كمبوني).

### حي المسالمة
أقام في هذا الحي الشيخ أحمد بشاشة وهو من أوائل السكان بهذا الحي ومن أقدم التجار بأم درمان وابنه الأستاذ المربي الشيخ حسن أحمد بشاشة منم أوائل الخريجين من كلية غوردون وهو أول مفتش للغلة العربية والدين في السودان وقد شغل منصب نائب وكيل وزارة المعارف وسميت بالطبع فيما بعد بوزارة التربية والتعليم وأبناؤه المربي الأستاذ أحمد الربيع حسن أحمد وصلاح الدين حسن أحمد وهو أول مفتش مكافحة أعشاب نيلية في السودان وقد كانت لمجهوداته في هذا المجال أثرا كبيرا في السيطرة على تزايد نبات هايسنت الماء وآثاره المدمرة على الحياة المائية والملاحة. وابنه الدكتور فاروق حسن أحمد والذي عمل كأول منسق قومي لبرامج وقف الزحف الصحراوي ومجهوداته في مجال توفير المياه في أقليمي كردفان ودارفور ومن أمثلة المشاريع التي أشرف عليها محطة مياه الأبيض ومشروع ساق النعام والذي يروى بالمياه الجوفية ومكافحة الزحف الصحراوي حيث كان من أول الذين أشاروا إلى الآثار المدمرة وقد قام بعمل دراسات وافية ما زالت حتى الآن الهادي للذين يعملون في هذا المجال. وابنته طاهرة حسن أحمد بشاشة وهي أول باحثة اجتماعية سودانية عملت مع الدكتور طه بعشر وآخر منصب شغلته هو نائب الأمين العام لمجلس الوزراء. وما زال منزل الأسرة بهذا الحي.

### حي الركابية
- وبه جزء يعرف باسم حي الأتراك أو زريبة الكاشف ومن أشهر سكانه التاجر محمد محجوب النداف.

### العباسية
- وينقسم إلى العباسية شرق والعباسية غرب والعباسية شمال. ومن أشهر سكان الحي في المجال السياسي، النائبة البرلمانية فاطمة أحمد إبراهيم وشقيقها الشاعر والدبلوماسي صلاح أحمد إبراهيم وصلاح عبد السلام وزير شئون الرئاسة إبان فترة حكومة الصادق المهدي في أواخر ثمانينيات القرن الماضي وفي مجال الفن عديد من الفنانين والشعراء أمثال زيدان إبراهيم، وعبد الدافع عثمان، وبادي أحمد الطيب، والشاعر سيد عبد السيد أبو صلاح. وفي مجال فن التمثيل، الممثل عوض صديق. وفي مجال الإخراج الفني والإعلام إسماعيل عيساوي والمذيع أبو بكر عوض.

### حي أبوكدوك
- ويحده من الشرق حي الضباط ومن الشمال خور أبو عنجة ومن الغرب ثكنة الشرطة قشلاق البوليس، ومن الجنوب الدرادر، وهو الآن موضع استاد نادي الموردة الرياضي. ويعتبر حي أبو كدوك من أشهر الأحياء التي تشكلت منها خارطة أم درمان القديمة، بعد أحياء الفتيحاب والجموعية الموردة وأبو روف وحي العرب.

ومن أشهر سكان حي أبوكدوك أبناء الشيخ أبو زيد بله بن عبد القادر بن على بن دكين (الذي أطلق اسمه على جزيرة ود دكين الواقعة في النيل الأبيض غرب جزيرة توتي بالخرطوم) والذي جاء مع وفود دولة العبدلاب واستقر بالخرطوم في المنطقة الواقعة شرق الساقية عشرين، ما بين - فندق هيلتون وجامع الشهيد حالياً - وكان معه الشيخ أرباب العقائد الذي أقام بمنطقة جزيرة توتي وكان من معه من أبناء عمومته الشيخ حمد ود أم مريوم وبنت عمه بنت المنى بت فضيل والتي تزوجها فيما بعد وهي شقيقة أحمد ود فضيل أحد قادة المهدية الذي استشهد في معركة أم دبيكرات، وقد تم ترحيلهم بعد ذلك إلى منطقة السلاح الطبي ثم إلى أبو كدوك، وأبناء الشيخ أبو زيد وهم الشيخ نور الجليل والشيخ أبو زيد والشيخ أحمد والخليفة أحمد بن الشبخ نور الجليل وعبد الواحد الشيخ أبو زيد، وأبناء الضو موسى بله وأبناء سراج النور وأبناء حسن أحمد حجوج، وبناته وكانت هناك علاقة وطيدة ما بين الشيخ أبو زيد والإمام محمد أحمد المهدي والذي بايعه الشيخ حجوج قبل مغادرته إلى غرب السودان لتجهيز جيوشه لفتح الخرطوم، وبعودة المهدي فاتحا للخرطوم كان الشيخ أبو زيد قد توفي، فانخرط ابنه الشيخ نور الجليل في صفوف المهدي حيث عينه المهدي قائداً على المجموعات التي شاركت في عملية فتح الخرطوم.
ومن سكان أبوكدوك أبناء الشيخ على التوم وأبناء حمد حامد وآل الحاج ضاحي وأبناء محمد البخيت الملقب بـالجاركوك، وأبناء الناير خوجلي حفيد الشيح حمد ود أم مريوم وأبناء حامد وعبد القادر والأمين عبد القادر، وجابر عبد القادر المشهورين بكنية الصياييق، وأبناء الشيخ إسحاق والشيح حمد النيل الذي سميت به مقابر حمد النيل المشهورة بأم درمان.
ومن سكان أبو كدوك المشهورين أيضاً أسر آل الشقليني والحضراب التي كانت تسكن في منطقة السلاح الطبي الحالي بأم درمان قبل قيام سلطات الاستعمار البريطانية بترحيلها إلى منطقة أبو كدوك وقد أتت التسمية نسبة إلى الأميرلاي صالح أبو كدوك، الذي كان يعمل مديراً لللسجن الحربي بأم درمان، وهو والد الجنرال توفيق صالح أبوكدوك.
- حي الشهداء
- حي البوستة
- '''الفتيحاب'''
- '''حي الضباط'''
- '''حي بانت'''
- '''حي أبو عنجة'''، وينسب الاسم إلى حمدان أبو عنجة، أحد قادة المهدية المشهورين.
- '''الكبجاب'''. وهي في المنطقة الواقعة بالقرب من القماير وحي الهجرة باتجاه ود البصير
- حي ود البنا: وينسب إلى الشاعر محمد عمر البنا وهو أحد كبار قضاة الدولة المهدية وقد نال تعليمه الشرعي بالأزهر الشريف وتولى القضاء خلال سنوات الدولة المهدية وما بعد سقوطها وهو والد الشاعر المعروف عبدالله البنا واللواء علي البنا أحد أبطال ثورة ١٩٢٤م والشاعر الغنائي المعروف عمر البنا. تحد حي ود البنا جنوباً حي بيت المال وشرقاً سوق الشجرة وحي أب روف وشمالاً حي ودأرو ويمر عبره الطريق الشاقيه الترام.
- حي العبابدة. وهو تابع لحي الملازمين غرب - الحارة 3 ومن أشهر سكان هذه المنطقة آل البشري وآل سلوم وآل علي حسن كرار.
- حي المستشفى. يقع بين متحف بيت الخليفة ومسجد الأنصار والشهداء وفريق العبابدة، ومن أشهر سكانه أسرة شلقامي.
- ' '''حي إليهود'''. تاريخياً، كان يقيم فيه يهود اندمجوا في النسيج الاجتماعي في أم درمان أو هاجروا.
- '''العرضة''''حيث كانت تستعرض فيه جيوش المهدية في عهد الخليفة عبد الله التعايشي وينقسم الحي إلى شمال ووسط وجنوب، ومن أشهر الأسر فيها أسرة محمد بله الخير ناصر وأسرة عبد الجاك مصطفى يعقوب وعبد الله السيد.

## أحياء أم درمان الحديثة
تحتل هذه المجموعة من الأحياء مساحة تقدّر بحوالي 70% من المنطقة الحضرية بمدينة أم درمان.
- حي الدوحة وهي امتداد لحي المهندسين.
- حي تعويضات بيت المال.
- الحي الأكاديمي.
- حي بانت وتنقسم إلى قسمين: بانت غرب، وبانت شرق.
- حي الثورة ويضم عدة أحياء أبرزها حي مدينة المهدية، وتعرف أقسام الحي بالحارة (المفرد حارة) وتبدأ من الحارة 1 بالمهدية إلى الحارة 63، أما حارات الثورة فتبدأ من الحارة 1 وتنتهي في الحارة 101.
- حي السكن الفاخر.
- حي الروضة.
- مدينة النيل.
- حي الشاطئ.
- حي الرياض، ومن أشهر الأسر المقيمة فيه أسرة زيادة ساتي سوار الذهب.
- حي الحتانة شمال وجنوب. ومن أشهر سكانه الفنان حسين شندي والفنان مجذوب أونسى، والحاج جادين (الحاج أبونخيلة)
- حي الواحة شرق وغرب وهو امتداد لحي الحتانة ومدينة النيل والشاطئ والثورات.
- حي المنارة.
- حي ود البخيت
- حي الجرافة
- أم بدة وتضم ثلاث أحياء أصغر وهي أم بدة السبيل، أم بدة الردمية، أم بدة الجميعاب؛ وهي أيضاً مقسمة إلى حارات (يصل عددها إلى خمسين حارة في كل حي تقريباً) وكان يوجد فيها أبرز معسكرت النازحين من مناطق الجفاف بدارفور وهو معسكر المويلح.
- حي المسالمة وهو من أقدم الأحياء في أم درمان ومعظم سكانه من الأقباط.
- حي أبوسعد وينقسم إلى عدة حارات.
- المهندسين كانت تابعة في العهد المايوي إلى السلاح الطبي.
- حي العودة وسميت بهذا الاسم تيمناً بعودة الرئيس جعفر نميري إلى الحكم مرة أخرى بعد إحباط انقلاب عسكري ضده دبره الرائد هاشم العطا.
- الفتيحاب ويقال عنه أنه من أقدم المناطق السكنية في أم درمان، ومعظم سكانه ينتمون إلى عرب منطقة النيل الأبيض.
- حي الشقلة
- المربعات
- دار السلام وكان يصنف من ضمن أحياء السكن العشوائي القديمة.
- حي الصالحة ويقع جنوب مدينة أم درمان وينقسم إلى قسمين كبيرين هما: الصالحة غرب، وتمتد من منطقة الكسارات في جبل طورية وحتى سوق هجيليجة، والصالحة شرق التي تبدا من جنوب مبنى جامعة أم درمان الإسلامية وتمتد حتى مشارف قرية القيعة.